# Приморско-Горанска
Приморско-Горанска, Приморско-Горская или Приморско-Горанская жупания (хорв. Primorsko-goranska županija) — жупания на северо-западе Хорватии. Административный центр жупании — город Риека.

## География
В состав жупании входит залив Кварнер с расположенными там островами, а также исторический район Горски Котар.
На западе Приморско-Горанска граничит с жупанией Истарска, на севере — со Словенией, на востоке — с жупанией Карловачка, на юге — с Личко-Сеньска. В состав жупании входят находящиеся в заливе Кварнер острова, самые крупные из которых — Црес, Крк, Раб и Лошинь.

## История
Территория современной жупании первоначально принадлежала иллирийцам, которых постепенно подчинила Римская империя. В VI веке в регионе началось расселение славянских племён. В XV веке в связи с турецкими вторжениями территория жупании оказалась на границе Османской империи. В конце XVII — начале XVIII веков территория жупании вошла в состав Австрийской империи. После Первой мировой войны была в составе Королевства сербов, хорватов и словенцев, позднее Королевства Югославия. После распада Югославии в 1991 году — часть независимой Хорватии.

## Население
В соответствии с данными переписи 2001 года, на территории жупании проживало 305 505 человек. В 2005 году население достигло 323 214 человек. При этом по состоянию на 2001 год абсолютное большинство населения составляли хорваты (84,59 % всего населения).

## Административное деление
В административном отношении жупания делится на 41 муниципальное образование (14 городов, 22 общины и 5 островов).
Города:
- Риека, столица жупании
- Бакар
- Црес
- Цриквеница
- Чабар
- Делнице
- Кастав
- Кралевица
- Крк
- Мали-Лошинь
- Нови-Винодолски
- Опатия
- Раб
- Врбовско

Общины:
- Башка
- Брод-Моравице
- Чавле
- Добринь
- Фужине
- Еленье
- Клана
- Кострена
- Локве
- Лопар
- Ловран
- Малинска-Дубашница — Малинска, столица общины
- Матульи
- Мощеничка-Драга
- Мркопаль
- Омишаль
- Пунат
- Равна-Гора
- Скрад
- Винодолская община — Брибир, столица общины
- Вишково
- Врбник